# Pirâmides egípcias

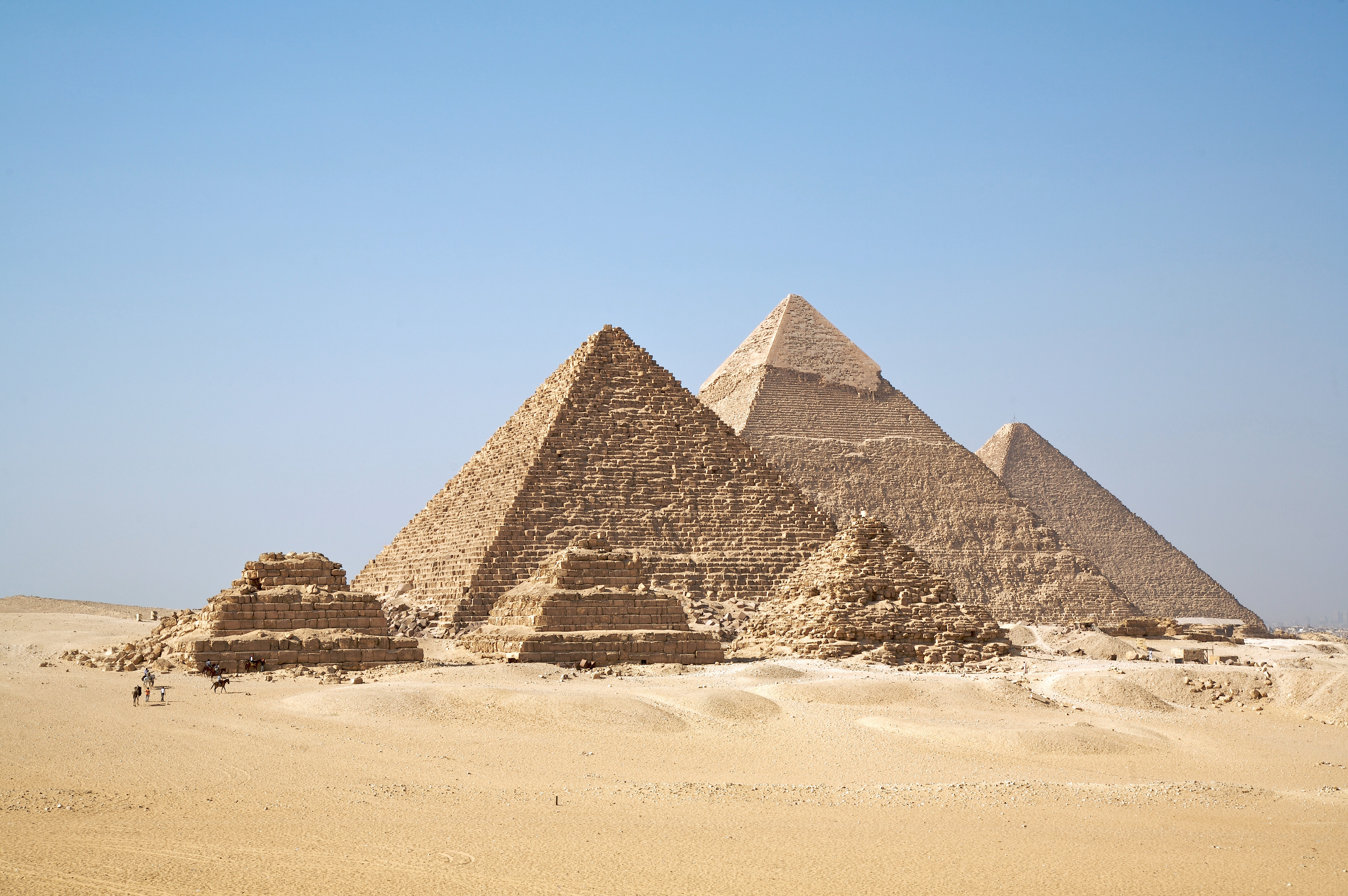
Necrópole de Gizé, onde estão localizadas as pirâmides de Quéops, Quéfren e Miquerinos

Pirâmides do Egito são antigas estruturas feitas em alvenaria construídas pela civilização do Antigo Egito. Até novembro de 2008, existiam fontes citando entre 118 e 138 pirâmides egípcias identificadas. A maioria delas foi construída como túmulos para os faraós e seus consortes durante os períodos do Reino Antigo e Médio.
As mais antigas pirâmides egípcias conhecidas foram encontradas em Sacará, ao noroeste de Mênfis. A primeira delas foi a pirâmide de Djoser (feita entre 2630 a.C.-2611 a.C.), que foi construída durante a III dinastia egípcia. Esta pirâmide e o seu complexo circundante foram projetados pelo polímata, e o então arquiteto, Imhotep. Elas são geralmente consideradas as mais antigas estruturas monumentais do mundo construídas de alvenaria vestida.
As mais famosas pirâmides egípcias são aquelas encontradas na Necrópole de Gizé, nos arredores da cidade de Cairo. Várias das pirâmides de Gizé estão entre as maiores estruturas já construídas desde a Antiguidade. A pirâmide de Quéops, em Gizé, é a maior pirâmide egípcia, cuja altura original chegava a mais de 140 metros. É a única das Sete maravilhas do mundo que permanece de pé.

## Desenvolvimento histórico

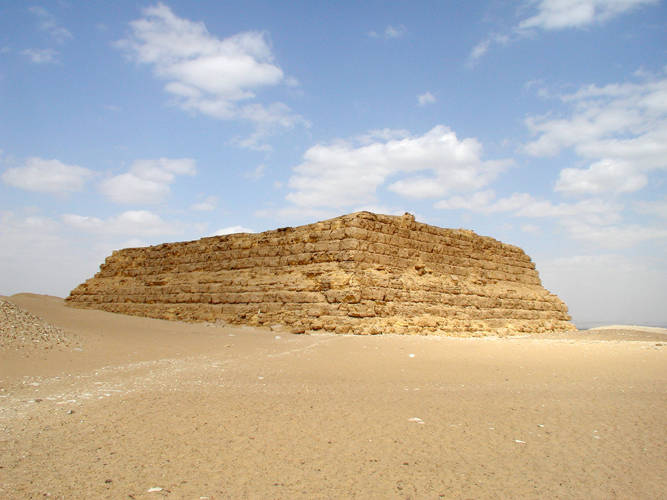
Mastaba de Seberquerés, em Sacará

Até o momento do Período Arcaico, no início da história egípcia, aqueles com meios suficientes eram enterrados em estruturas conhecidas como mastabas.
A segunda pirâmide egípcia historicamente documentada é atribuída ao polímata Imhotep, que arquitetou o que os egiptólogos acreditam ser um túmulo para o faraó Djoser. Imhotep é creditado como sendo o primeiro a conceber a noção de empilhamento de mastabas, que culminou na criação de um edifício composto por uma série de "degraus" que diminuíam de tamanho em direção ao seu ápice. O resultado foi a pirâmide de degraus de Djoser, que foi concebida para servir como uma escadaria gigantesca pela qual a alma do faraó falecido poderia ascender aos céus. Devido a grande importância da realização de Imhotep, ele foi deificado por egípcios posteriores.
A fase mais producente e aplicada de construção de pirâmides coincidiu com o auge do governo faraônico absolutista. Foi durante essa época que as pirâmides mais famosas, aquelas próximas de Gizé, foram construídas. Com o tempo, a capacidade e a vontade de aproveitar os recursos necessários para a construção em grande escala diminuiu e as pirâmides posteriores passaram a ser menores, com menos cuidados na construção e, muitas vezes, feitas às pressas.[carece de fontes?]
Muito tempo depois do fim do período de construção dessas pirâmides, uma construção sistemática iniciou-se no território do atual Sudão, depois de muito do Antigo Egito cair sob o domínio dos reis de Napata. Apesar de o regime napatano ter sido breve, terminando em 661 a.C., a influência egípcia deixou traços marcantes na sua cultura e, durante o reino sudanês de Meroé, na região da Núbia, houve um reflorescimento da construção de estruturas piramidais, período em que mais de 200 pirâmides que serviam como túmulos reais e inspiradas nas pirâmides egípcias, foram construídas nas proximidades da capital do reino.[carece de fontes?]
Alaziz Otomão (1171–1198) tentou destruir as pirâmides de Gizé. Ele desistiu depois de danificar a Pirâmide de Miquerinos, visto que a tarefa revelou-se complexa demais.

## Simbolismo
Acredita-se que a forma de pirâmides egípcias represente o monte primordial a partir do qual os egípcios acreditavam que a Terra foi criada. A forma piramidal representava os raios descendentes do Sol e a maioria das pirâmides eram revestidas por pedra calcária branca, polida e altamente reflexiva, o que dava a essas estruturas uma aparência brilhante quando vistas à distância.[carece de fontes?]
Apesar de geralmente ser aceito que as pirâmides eram monumentos funerários, não há consenso sobre os princípios teológicos particulares que possam ter dado origem a elas. Uma sugestão é que estas estruturas foram concebidas como um tipo de "máquina de ressurreição".
Os egípcios acreditavam que a área escura do céu noturno em torno do qual as estrelas pareciam girar era a porta de entrada física para os céus. Um dos eixos estreitos que se estende a partir da câmara funerária principal por toda a estrutura da Grande Pirâmide aponta diretamente para o centro desta parte do céu. Isto sugere a pirâmide pode ter sido criada para servir como um meio para lançar magicamente a alma do faraó falecido diretamente para a morada dos deuses.
Todas as pirâmides egípcias foram construídas na margem ocidental do rio Nilo, local onde ocorre o pôr-do-sol, o que era associado ao reino dos mortos na mitologia egípcia.